# روي هانسن
روي هانسن (بالإنجليزية: Roy Hansen)‏ هو لاعب كرة قاعدة أمريكي، ولد في 6 مارس 1898 في بلويت في الولايات المتحدة، وتوفي بنفس المكان في 9 فبراير 1977.

## وصلات خارجية
- روي هانسن على موقعبيزبول رفرنس.كوم (الدوري الرئيسي) (الإنجليزية)